# 大阪府立羽曳野高等学校
大阪府立羽曳野高等学校（おおさかふりつ はびきのこうとうがっこう、英称：Osaka Prefectural Habikino High School）は、かつて大阪府羽曳野市大黒にあった公立の高等学校。高校生急増期対策で昭和後期1971年、府立72番目に新設された。平成中期2008年に少子化の影響で統廃合され、閉校となった。後身は大阪府立懐風館高等学校。

## 概要
1970年代に高校進学率の上昇に伴い、大阪府では毎年3校から4校の高校新設が必要となる一方だったが、南河内地方の普通科高校は太平洋戦争前に旧制中学校として発足の府立富田林高校1校のみ。このため事実上、南河内地方で初の普通科高校として設置された。
教育課程は全日制課程で、普通科を設置。地元の期待と熱意に加え、学習と部活動の両立を重視した教育活動により「実力の羽曳野」と呼ばれていたという。略称は「羽曳高」（はびこう）または「羽曳野」（はびきの）。
大阪府教育委員会は2007年（平成19年）、府立高等学校特色づくり・再編整備計画に基づき、羽曳野高校と同じく羽曳野市にある大阪府立西浦高等学校を統合し、新たに普通科総合選択制の高校を設置する構想を発表した。新高校は大阪府立懐風館高等学校として2009年に開校（羽曳野高校の校舎内）。これに伴い羽曳野高校は同年度より生徒募集を停止され、最後の在校生が卒業した2011年3月に閉校した。

## 沿革

### 年表
- 1970年（昭和45年） - 大阪府教育委員会に「大阪府立第72高等学校」設立準備室を設置[1]
- 1971年 - 3月、設置条例公布。4月1日、「大阪府立羽曳野高等学校」として開校（現在地[1]）
- 2007年（平成19年） - この年入学の生徒から、学区再編に伴い第7学区から第3学区となる
- 2009年 - 大阪府立懐風館高等学校の開校に伴い生徒募集を停止
- 2011年 - 3月、廃校（閉校）

## 基礎データ
校地は、大阪府東南部と奈良県との府県境で聖徳太子や推古天皇、小野妹子のゆかりの「近つ飛鳥」と呼ばれる地域にあった。

### 交通アクセス
鉄道
- 近鉄南大阪線駒ヶ谷駅から南西へ約1km（徒歩で約12分）

自動車
- 西名阪自動車道 藤井寺ICより東へ約5.5km
- 南阪奈道路 羽曳野ICより南東へ約2.3km

## 高校関係者と組織

### 関連団体
- 大阪府立羽曳野高等学校同窓会 - 同窓会。固有の団体名は無し。廃校後の名称は「大阪府立羽曳野・懐風館高等学校同窓会」。

### 高校関係者・出身者一覧
政治
- 澤井宏文 - 松原市長

実業
- 横尾将臣

芸能
- 谷口廣明 - フリーアナウンサー
- 山田信夫 (歌手)[要出典] - 歌手

スポーツ
- 天日謙作 - バスケットボール指導者
- 湯川浩司 - 競艇選手

そのほか関係者
- 中土居宏宜 - 歌手・俳優（※2年時に転校）